# لبروس أخضر
لبروس أخضر (الاسم العلمي: Labrus viridis) (بالإنجليزية: green wrasse)‏ هو نوع من الأسماك يتبع جنس اللبروس من الفصيلة اللبروسية.